# Гваделупская амейва
Гваделупская амейва, или пепельно-серая амейва (лат. Pholidoscelis cineraceus), — исчезнувший вид ящериц из семейства тейид, обитавший на острове Бас-Тер в Карибском море.

## История изучения
Хотя Жан-Батист дю Тертр уже упоминал амейв в Гваделупе в 1667 году, первое достоверное научное описание было выполнено в 1915 году на основе трёх экземпляров (один самец, две самки), которые были собраны в августе 1914 года у местечка Пети-Бур на острове Бас-Тер.

## Описание
У самца, пойманного в 1914 году, длина туловища составляла 150 мм. Спинные и хвостовые чешуйки килевидные и прямые. 18—20 вентральных чешуек расположены в поперечном ряду, а 34—38 вентральных чешуек расположены в продольном ряду. На каждой ноге четыре пальца. Под пальцами ног находятся от 74 до 78 чешуек. Имеется от 56 до 63 бедренных пор. Спина от пепельно-серого до серо-зелёного цвета с тремя слегка тёмными, незаметными удлинёнными полосами. На каждом боку имеются две полосы. Бока голубоватые. Голова и хвост оливково-зелёные. Брюхо соломенного или молочно-белого цвета.
Немногочисленные записи об образе жизни ящериц взяты из книги «История человечества Антильских островов» («l’Histoire générale des Antilles habitées par les Français») дю Тертра (1667). Животные укрывались от дневной жары под землёй. Они питались как растительной, так и животной пищей.
Большая часть популяции, вероятно, была уничтожена мангустами. Решающим для вымирания фактором стал, очевидно, ураган Окичоби, который опустошил часть Гваделупы в сентябре 1928 года.